# 籾井勝人
籾井 勝人（もみい かつと、1943年3月4日 - ）は、日本の実業家。元三井物産副社長、元日本放送協会（NHK）会長。日本小学生バドミントン連盟名誉会長。
三井物産米州監督兼米国三井物産社長、三井物産本社専務取締役、副社長を経て、日本ユニシス代表取締役社長、相談役・特別顧問。のち日本放送協会（NHK）会長（第21代）。他にアジアバドミントン連盟会長、日本バドミントン協会副会長、日本小学生バドミントン連盟会長を歴任した。

## 人物
福岡県嘉穂郡山田町（後の山田市、現：嘉麻市）出身。実家は筑豊炭田周辺の「籾井鉱業」。血液型はB型。家族は妻と2女。娘の一人は文科省官僚の籾井圭子（2022年11月現在日本オリンピック委員会（JOC）常務理事、元東京五輪大会組織委員会常務理事）。
趣味はゴルフ、小唄。座右の銘は「蓋棺事定（がいかんじてい）」、杜甫の詩で、人間の評価は棺おけに蓋をしてから定まる、という意味。
福岡県立山田高等学校から九州大学経済学部卒業後、1965年に三井物産に入社。三井物産では主に鉄鋼畑の業務を担当、1997年に同社取締役（鉄鋼原料本部長）に就任。2000年には三井物産米州監督兼米国三井物産社長に就任し、2年間務めた。本社に戻ってからは専務取締役、副社長を歴任した。
2005年6月に三井物産から日本ユニシスへ転職し、同社代表取締役社長に就任。2011年6月まで社長を務めた。その間、マスコミ向け世論調査事業を展開。但し、この世論調査部門は日本世論調査協会に加盟していない。退任後は相談役・特別顧問を務めた。
第2次 - 第3次安倍内閣の期間にあたる、2014年1月25日から2017年1月24日までNHK会長を務めた。2013年12月20日、仕事上の繋がりのあった石原進経営委員の推薦を受け、NHK経営委員会で第21代NHK会長に選出された。任期は3年間で、規定により日本ユニシスの職は全て退任した。また、NHK会長就任にともない、同2014年2月5日付で、内閣府中央防災会議委員に任命された。
その他、日本バドミントン協会副会長を務める。2013年3月まではアジアバドミントン連盟会長も務めていたが、3月17日の臨時総会において全会一致で解任された。アジアバドミントン連盟は、解任の理由として「籾井氏は連盟のリーダーとしての務めを怠った」（Mr Momii failed in his duties as a leader of the Confederation）点を挙げた。
2014年九州大学東京同窓会会長。
2020年2月7日には、フジテレビの「ダウンタウンなう」に福岡県人会のメンバーとして出演。民放のトークバラエティ番組に出演するのはこれが初めて。

## NHK会長として

### 就任記者会見での質疑応答

#### 内容
各報道機関は、2014年1月25日のNHK会長就任記者会見において、籾井が記者の質問に対して「個人として」と断りを入れた上で、以下のように発言した。
- 特定秘密保護法に関する質問について報道が少ない・姿勢が政府寄り、との主張には「まあ一応通っちゃったんで、言ってもしょうがないんじゃないかと思うんですけども。まあ……、ちょっと……僕なりに個人的な意見はないことはないんですが、これはちょっと、あまりにも、あれなんで、ちょっと差し控えさせて頂ければと思いますが」（発言ママ）と断りつつ、「あまりカッカする必要はない」。
- 竹島問題・尖閣諸島問題の質問について「日本の立場を国際放送で明確に発信していく、国際放送とはそういうもの。政府が『右』と言っているのに我々が『左』と言うわけにはいかない」。
- 放送内容の質問について「日本政府と懸け離れたものであってはならない」。
- 慰安婦の質問について「今のモラルでは悪いんですよ」としつつ、補償問題は日韓基本条約で解決済みと述べ、「戦争をしているどこの国にもあった」としてフランス、ドイツの名を挙げた[18]。関連して「なぜオランダに今頃まだ飾り窓があるんですか」と述べた。この慰安婦問題と日韓基本条約に関する発言の直後に会長就任会見の場である事を記者から指摘され「発言を取り消したい」と述べた[19]。
- 籾井は2014年2月27日の衆議院総務委員会で、一連の発言について「考えを取り消したわけではないが、申し上げたことは取り消した」と述べ、持論は変えていないことを示した上で、「自分の思いを番組に反映させることはない」と述べた[20]。

#### 発言に対する反応

##### 問題ないとする意見
- 内閣官房長官・菅義偉は、籾井が記者側から促される形で慰安婦問題に関し「今のモラルでは悪いことだが、戦争地域ではどこにでもあった。逆に、ほかの国になかった証拠はあるのか」などと発言した本件について、「会見の様子を私も（ビデオで）見た。本人は『コメントしない』とずっと言っていたようだが（記者側から）『どうしても』ということで『個人としてであれば』と言った。その後で（記者側から）『個人（の見解）というのはあり得ない』と言われ、『会長としてであれば取り消す』と言った」などと経過を説明し、「初めての会見で、会長としての発言と個人の意見の整理がついていなかった」との見解を示した[22][23]。また、『昭和40年の日韓基本条約に合わせた日韓請求権協定で韓国との慰安婦問題が「完全かつ最終的に消滅した」という日本政府の立場』を改めて述べ、籾井の発言は政府見解（公式見解）に合致していると述べた[24]。NHK国際放送で竹島などの領土問題に関し「明確に日本の立場を主張するのは当然だ」と籾井が発言した事に関しても、NHK国際番組基準『わが国の重要な政策、国際問題に対する公的見解並びにわが国の世論の動向を正しく伝える』を紹介し[24]、「放送法とNHK国際番組基準を順守することが重要だ」と妥当な内容であることを強調した[24]。
- 橋下徹大阪市長・日本維新の会共同代表は「番組を作る現場に介入すると問題になるが、発言は問題ない。僕と全く同じ。まさに正論」[25]と述べた。

##### 問題ありとする意見
民主党幹事長・大畠章宏が「不適切で偏向した発言だ。会長になった自覚がない。今後のNHKの在り方を非常に心配している」として開会中の第186回国会で追及する姿勢を示した（2014年1月31日と2月3日、衆議院予算委員会に召喚され釈明させられている）。社会民主党幹事長・又市征治も「とんでもない話。歴史認識がなっていない」と批判。日本共産党書記局長・山下芳生は「公共放送会長の資格はない。不偏不党を保障した放送法の趣旨からも極めて不適切だ」と断じた。自民党内では、「余計な話をしてくれた、NHKは外国からは国営放送と見られている」との批判がある。同党の参議院幹事長・脇雅史は、国会運営上の問題は無いとしつつも、「（記者会見で）答えたこと自体が適切でなかった。もうちょっと慎重さが必要だったのではないか」と述べた。
日本マスコミ文化情報労組会議は籾井の会長辞任を求める声明を発表し、アムネスティ・インターナショナル日本支部も非難声明を出した。7月18日には小中陽太郎（ディレクター）、下重暁子・山根基世・酒井広（アナウンサー）、勝部領樹（社会部記者、「ニュースセンター9時」キャスター）など元職員172人が連名で、籾井への辞任勧告、応じない場合は罷免するよう求める申し入れを経営委員会に行なった。「姿勢は明白に変わっておらず“政府が右と言うものをNHKが左と言うわけにはいかない”発言は一時的なものではない。“慰安婦は戦争をしているどこの国にもいた”発言は歴史の偽造であり看過出来ない。発言が原因で受信料支払い拒否や取材に困難を来す事態が起きている。NHKは政府から独立すべき」としている。

##### 韓国の反応
韓国でも本件について報道がなされている。
セヌリ党の金乙東は菅と籾井の歴史認識を『妄言パレード』と批判、また「日本はナチスよりも悪い」と強調した。同党スポークスマンの閔炫珠が「人権に対する基本的な概念すら持ちあわせていない、無知の極みに達した発言だ」と非難。民主党の金ハンギル代表は「日本の妄言が続くほどに日本が戦犯国家に過ぎない事が強調される」と批判。、同党議員団スポークスマンの朴洙賢は「軍国主義の影を追う安倍政権のラッパ吹きになるのではと危惧する」と評した。

##### 視聴者の反応の一部
2月10日夕方時点までには、寄せられた視聴者から意見は約1万5千件となり、そのうちの5分の1に当たる約3300件が籾井会長の辞任を求める意見だった。批判的意見には、「公共放送のトップにふさわしくない」「歴史認識が間違っている」などがあり、肯定的意見の中には「正しいことを言ってくれた」「今後のNHKに期待する」などがあった。支払いを拒否したい、など受信料に関する意見も1千件近くあり、5月からは、辞任まで受信料支払いを凍結する運動が行なわれている。

##### NHK内部の反応
- 日本放送労働組合（NHK職員による労働組合）は2月26日、籾井ら執行部に対して早期の事態収拾を求める声明を出した[45]。

##### 罷免を求める集会
- 2014年6月21日には、NHKの政治的中立性が疑われる発言をしたとされる籾井（NHK会長）、百田尚樹（同経営委員）、長谷川三千子（同経営委員）の罷免を求める集会が大阪で開催された[46]。

### ハイヤー問題
2015年1月2日に籾井会長が私的にゴルフをプレーした際、自宅と小平市のゴルフ場とのハイヤー代往復4万9585円が、NHKからハイヤー会社に支払われた。後日、この情報を把握したNHK総合リスク管理室（会長直属の部署）がコンプライアンス統括理事に報告し調査が開始された。3月、理事からの報告を受け、NHK監査委員会が重大問題として籾井会長及び関係者から聴取を行った。
3月19日に発表された監査委員会活動結果報告書によると、ハイヤー配車の際、秘書室職員が、籾井会長への報告なしに、乗車票に「外部対応業務」と記載し、それを確認した総務局車両担当者が支払請求票を作成。経理局中央審査部で審査・決定がなされたのち、2月27日にハイヤー会社への支払いがNHKからなされたという。調査開始後、籾井会長は当初からハイヤー代を自ら負担する意向であったと述べ、3月10日に償還手続が完了した。監査委員会は報告書で、秘書室の対応がずさんであったと非難するとともに、秘書室統括の副会長についても監督責任を果たしていなかったと指摘。さらに籾井会長についても適切な指示を出すべきであったとした。
唯一の常勤経営委員で、監査委員も務める上田良一前三菱商事代表取締役副社長は、報告がなされた3月19日の臨時経営委員会後に会見を開き、「事務処理は適切ではなかった」などとした上で、籾井会長が秘書室職員に対し、「自分で支払う」と言ったかどうかについて、「必ずしも、はっきりしない」と述べた。

### 障害者に対する差別用語の使用
2016年2月23日、衆議院総務委員会における答弁のなかで籾井が聴覚障害者に対する差別用語を用いた。委員会に出席した議員から発言が不適切であると批判された籾井はその後、「不適切な発言がありご迷惑をお掛けしました。心からおわび申し上げます」と謝罪し、発言を撤回した。
2016年3月9日、民主党および維新の会による統一会派の総務・地域主権合同部門会議における答弁で、籾井が再び聴覚障害者に対する差別用語を用いた。2週間前に衆議院総務委員会で用いたのとまったく同じ差別用語であったため、部門会議に出席していた国会議員からは「先日委員会で謝罪したのは嘘だったんですか」との批判も出た。籾井は差別用語を用いたことについて謝罪をした上で、発言を取り消したいと申し出た。

### 野党の「文句」発言
2016年3月31日、参議院総務委員会で寺田典城議員（無所属）が「安倍晋三首相の記者会見を最初から最後まで放送するのは、政権のプロパガンダではないのか」と質問した際、籾井は「我々は誰のプロパガンダをやっていることは全くない。文句を言われるかもしれないが」などと答弁した。籾井が野党の追及を「文句」としたことで委員会室は騒然となり、総務委員長の山本博司議員（公明）が籾井に発言の訂正を求めた。山本委員長からの訂正の要請を受けた籾井は発言を撤回し、「不適切な発言があった。委員に深くおわびする。国会審議に多大な影響を与え、誠に申し訳ない」と謝罪した。

### 原発報道「公式発表ベース」指示
2016年4月20日、熊本地震への対応を協議するために開かれたNHK災害対策本部会議において、本部長を務める籾井が、原発関連報道は日本国政府の「公式発表をベースに伝えること」との指示を出していたことが22日に明らかとなった。籾井は、その理由として「住民の不安をいたずらにかき立てないよう」に、と説明したが、籾井の指示に対して、NHK職員からは「政府公式発表を伝えるだけの報道では自主自律の放送とはいえない」「やっぱり会長は報道機関というものがわかっていない」などとの声も聞かれ、日本放送労働組合も反発、さらにNHK幹部からは「会長の個人的見解を放送に反映させようとする指示だ」との反発も出た。
この籾井の「公式発表ベース」指示に関して、立教大学の砂川浩慶教授（メディア論）は、「発言が事実なら、萎縮効果をもたらす発言で問題」とし、NHKが「避難計画の妥当性を検証したり、自衛隊と地元自治体との連携について振り返ったりするといった独自取材ができなくなる恐れがある」と指摘している。また、ジャーナリストの津田大介も、「NHKもいよいよ来るとこまで来た」と懸念を示した。さらに民進党の細野豪志議員は「大本営発表である」とし、「会長がこのままだと、遠くない将来、NHKからは権力をチェックする機能は失われるだろう。（中略）安倍政権の最大の問題はここにある」と述べている。

### NHK予算案
- 2014年3月27日、衆院総務委員会と本会議において、NHKの2014年度予算案に対し、日本共産党・民主党・日本維新の会・生活の党・結いの党・社民党が反対した。2000年以降、NHK予算は、2005年・2006年に日本共産党などが反対したのを除き、全会一致の承認が続いていた[65]。
- 日本維新の会は、反対の理由として、「韓国ドラマを流しすぎだ」、「番組が偏向報道だ」といった意見が上がった。松野頼久幹事長は「籾井会長の言動により、NHK受信料の徴収が落ちていることなどから反対を決めた」と語った[66]。
- 民主党の桜井充政調会長は、「不適切な発言を繰り返して陳謝した。籾井氏が会長である限り受信料の不払いがかなり増え、今のような予算は組めない」と、民主党が反対している根拠を述べた[67]。

### NHK人事
- 朝日新聞は、「NHK会長就任直後に理事全員に日付のない辞表を提出させ、人事権の掌握強化を行った」という趣旨の報道をした[68]。
- 籾井はNHKで人事権を武器に独裁的な立場にあると批判され、週刊誌などで「モミジョンウン」[注 2] というニックネームを付けられた[69]。

#### 報道への反応
- 経済同友会代表幹事・長谷川閑史（武田薬品工業社長）は、「それぞれの立場で、経営を監視する取締役（役員）の発言の自由を制限することになるので、コーポレートガバナンス（企業統治）の問題として適切ではない」と述べた[70]。
- 日本商工会議所会頭・三村明夫は「就任直後に辞表を出せと言った例は、自分の知る限り通常の会社では聞いたことがない」と述べている[70]。

#### アンケート
- 東京新聞は、東証一部上場企業を中心に大手企業50社を対象に、「理事全員に辞表を提出」について、緊急アンケートを取った。その結果、「経営トップが役員らに辞表を出させている」と回答した企業は無かった。50社のうち5社は「政治問題になっている」などとして回答を避けた。籾井が社長や副社長を歴任した三井物産、日本ユニシスを含む45社が「辞表を提出させている事実はない」などと答えた、と報じた。ただ、このアンケート調査は、匿名を条件に回答した会社も、含まれている[71]。

#### 籾井の主張
- 2014年2月25日の衆議院総務委員会では、当初この件について追及されても「人事のことでございますので、わたしとしては、コメントを控えさせていただきたいと思います」と述べていたが、国会質問で理事が全員認めたことで、「各理事は、事実をそのまま述べたと思います。それはそれで、結構ではないかというふうに思います。わたしが、どう思うかについては、これはまた別問題でございまして」と述べ、辞表提出について事実と認めた[72]。
- 「辞表を預かったことで理事が萎縮するとは思わない。一般社会ではよくあることだ」と述べた[73]。
- 辞表を提出させたことについては、「それぐらいの覚悟でやってほしいという気持ちだった。辞表をむやみやたらと使って、脅すようなことは一切しない」と述べた[74]。
- 2014年3月6日のNHKの定例記者会見で、前職の日本ユニシス社長就任時には「（辞表は）取っていない」と明らかにした。辞表の取り集めを「一般社会ではよくある」と発言したことには、「マネジメントのスタイルはいろいろある」、「「辞表を取ったから『俺が全部任免権を持ってる』ということではない。」と述べた[75]。

### 退任
2017年1月24日、任期満了により退任。1月19日におこなわれた最後の定例記者会見では、「まっすぐな生き方を貫くことができた」と述べ、NHK受信料の引き下げが実現出来なかったことについては「非常に残念」と語った。
受信料の引き下げは、後任の上田良一のもと、2019年（令和元年）10月1日の消費税率引き上げ時に、料金が据え置かれたことで実質2％（地上契約26円・衛星契約45円）値下げされ、2020年（令和2年）10月1日に2.5％（地上契約33円・衛星契約57円）の値下げが実施されることになった。